# Marie Picasso

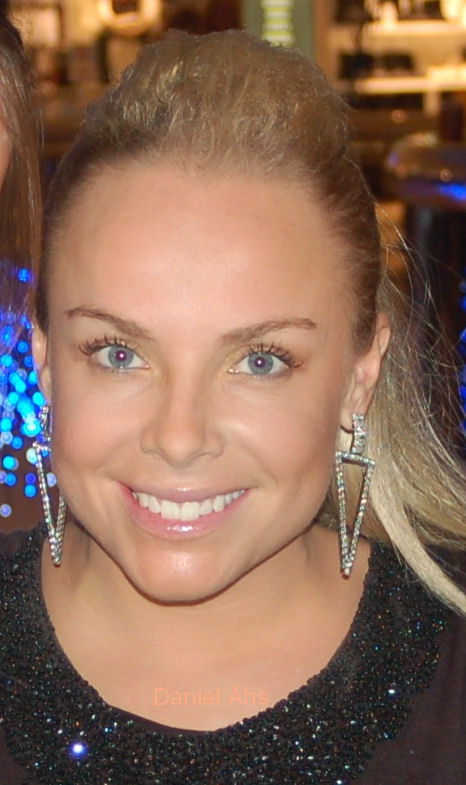
Marie Picasso (2005)

Marie Picasso (* 24. April 1979 in Västerås als Lilly Marie Pettersson) ist eine schwedische Popsängerin und Fernsehmoderatorin. Seit 2014 nennt sie sich Shanta Liora.

## Leben
Dem schwedischen Publikum wurde Picasso 2002 als Teilnehmerin an der schwedischen Ausgabe der Reality-TV-Sendung Big Brother bekannt. In der Folge übernahm sie beim Fernsehsender TV4 die Moderation verschiedener Gameshows. Zur ZDF-Miniserie Eva – ganz mein Fall von 2002 sang sie den Titelsong.
2007 nahm sie an der Castingshow Idol teil, die zwischen September und Dezember im Programm von TV4 ausgestrahlt wurde. Dort setzte sie sich in der Finalsendung gegen ihre Konkurrentin Amanda Jenssen durch. Von den über 1,6 Millionen abgegebenen Stimmen entfielen 51,3 Prozent auf sie. Einen Tag nach dem Finale erschien in Schweden Picassos Single This Moment. Mit ihr stieg sie auf Platz 1 der schwedischen Charts ein und die Single erreichte doppelten Platinstatus. Auch ihr Debütalbum The Secret erreichte Platz 1.
2010 wurde bei ihr ein Hirntumor entdeckt und sie zog sich aus der Musikbranche zurück. 2014 gab sie sich den neuen Künstlernamen Shanta Liora und veröffentlichte zwei neue Singles.

## Diskografie

### Alben
| Jahr | Titel      | Höchstplatzierung, Gesamtwochen, AuszeichnungChartsChartplatzierungen (Jahr, Titel, Platzierungen, Wochen, Auszeichnungen, Anmerkungen) | Anmerkungen |
| Jahr | Titel      | SE | Anmerkungen |
| ---- | ---------- | --- | ----------- |
| 2007 | The Secret | SE1 Platin · (15 Wo.)SE |             |

### Singles
| Jahr | Titel Album                     | Höchstplatzierung, Gesamtwochen, AuszeichnungChartsChartplatzierungen (Jahr, Titel, Album, Platzierungen, Wochen, Auszeichnungen, Anmerkungen) | Anmerkungen |
| Jahr | Titel Album                     | SE | Anmerkungen |
| ---- | ------------------------------- | --- | ----------- |
| 2007 | Flashdance ... What A Feeling – | SE54 (1 Wo.)SE |             |
| 2007 | This Moment The Secret          | SE1 ×2Doppelplatin · (14 Wo.)SE |             |

Weitere Singles
- 2000: Do It Again
- 2002: Tell The World
- 2008: Winning streak